# Tully, Somme
Tully är en kommun i departementet Somme i regionen Hauts-de-France i norra Frankrike. Kommunen ligger i kantonen Friville-Escarbotin som tillhör arrondissementet Abbeville. År 2022 hade Tully 544 invånare.

## Befolkningsutveckling
Antalet invånare i kommunen Tully
| Referens: INSEE |